# 1311年
| 千纪： | 2千纪 |
| 世纪： | 13世纪 \| 14世纪 \| 15世纪                                                                                 |
| 年代： | 1280年代 \| 1290年代 \| 1300年代 \| 1310年代 \| 1320年代 \| 1330年代 \| 1340年代                           |
| 年份： | 1306年 \| 1307年 \| 1308年 \| 1309年 \| 1310年 \| 1311年 \| 1312年 \| 1313年 \| 1314年 \| 1315年 \| 1316年 |
| 纪年： | 辛亥年（猪年）；元至大四年；越南興隆十九年；日本延慶四年，應長元年                                         |

## 大事记
- 1月6日——神聖羅馬皇帝亨利七世在米蘭加冕為倫巴底國王。
- 1月27日——元武宗病逝。
- 4月7日——元朝皇太弟愛育黎拔力八達在大都大明殿即位，是為元仁宗。
- 元仁宗決定根據《至元新格》編修《大元通制》。

## 逝世
- 1月27日——元武宗海山，元世祖之曾孫、太子真金之孫，元朝第三位皇帝。